# Câu lạc bộ bóng đá Viettel
Il Câu lạc bộ bóng đá Viettel, meglio noto come Viettel, è una società calcistica vietnamita con sede nella città di Hanoi. Milita nella V League 1, la massima divisione del campionato vietnamita.

## Palmarès

### Competizioni nazionali
- Campionato vietnamita: 6

1981-1982, 1982-1983, 1987-1988, 1990-1991, 1998-1999, 2020

### Altri piazzamenti
- Campionato vietnamita:

Secondo posto: 1984, 1986, 1989, 2016
Terzo posto: 1992, 1993-1994, 2000-2001, 2023
- Coppa del Vietnam:

Finalista: 1992, 2020, 2023
Semifinalista: 2023-2024, 2024-2025
- Supercoppa del Vietnam:

Finalista: 2020

## Organico

### Rosa 2020
Aggiornata al dicembre 2019.
| N. |                    | Ruolo | Calciatore               |
| -- | ------------------ | ----- | ------------------------ |
| 1  | Vietnam (bandiera) | P     | Ngô Xuân Sơn             |
| 2  | Vietnam (bandiera) | D     | Lê Đắc Hùng              |
| 3  | Vietnam (bandiera) | D     | Quế Ngọc Hải             |
| 4  | Vietnam (bandiera) | D     | Bùi Tiến Dũng (capitano) |
| 5  | Vietnam (bandiera) | D     | Trương Văn Thiết         |
| 6  | Vietnam (bandiera) | C     | Vũ Minh Tuấn             |
| 7  | Brasile (bandiera) | A     | Caíque                   |
| 8  | Vietnam (bandiera) | C     | Nguyễn Trọng Hoàng       |
| 9  | Vietnam (bandiera) | A     | Trần Ngọc Sơn            |
| 10 | Vietnam (bandiera) | C     | Đặng Văn Trâm            |
| 11 | Vietnam (bandiera) | A     | Nguyễn Việt Phong        |
| 12 | Vietnam (bandiera) | C     | Hồ Khắc Ngọc             |
| 14 | Vietnam (bandiera) | A     | Bùi Quang Khải           |
| 15 | Vietnam (bandiera) | D     | Nguyễn Văn Toản          |
| 16 | Vietnam (bandiera) | C     | Nguyễn Vũ Linh           |
| 17 | Vietnam (bandiera) | C     | Nguyễn Đức Hoàng Minh    |

| N. |                    | Ruolo | Calciatore       |
| -- | ------------------ | ----- | ---------------- |
| 18 | Vietnam (bandiera) | D     | Đàm Tiến Dũng    |
| 19 | Vietnam (bandiera) | A     | Trần Danh Trung  |
| 20 | Vietnam (bandiera) | A     | Lưu Công Sơn     |
| 21 | Vietnam (bandiera) | D     | Nguyễn Đức Chiến |
| 22 | Vietnam (bandiera) | C     | Bùi Đình Sơn     |
| 24 | Vietnam (bandiera) | C     | Dương Văn Hào    |
| 25 | Vietnam (bandiera) | P     | Quàng Thế Tài    |
| 26 | Vietnam (bandiera) | P     | Trần Nguyên Mạnh |
| 28 | Vietnam (bandiera) | C     | Nguyễn Hoàng Đức |
| 29 | Vietnam (bandiera) | A     | Trương Tiến Anh  |
| 31 | Vietnam (bandiera) | A     | Trần Hoàng Sơn   |
| 37 | Brasile (bandiera) | A     | Bruno            |
| 39 | Vietnam (bandiera) | D     | Lương Nguyên Bảo |
| 77 | Vietnam (bandiera) | C     | Nguyễn Trọng Đại |
| 88 | Vietnam (bandiera) | C     | Bùi Duy Thường   |
| 91 | Brasile (bandiera) | D     | Luizão           |
| 99 | Vietnam (bandiera) | A     | Nhâm Mạnh Dũng   |